# 瓦金基公园
瓦金基公园，直译为皇家浴场公园（波蘭語：Łazienki Królewskie）是波兰首都华沙最大的公园，占地面积76 公顷。这个公园-宫殿组群位于华沙中區的乌亚兹多夫大道（Aleje Ujazdowskie），这条街是皇家之路的一段，皇家之路北到皇家城堡，南到维拉诺王宫（Wilanów）。在瓦金基公园以北，Agrykola 街的另一侧，矗立着乌亚兹多夫城堡（Ujazdów Castle）。
瓦金基在17世紀被用作貴族斯坦尼斯瓦的私人浴場公園。在18世紀，瓦金基被波蘭末代國王斯坦尼斯勞斯二世改造成公園-宮殿族群。1918年，它被正式規劃成公眾公園。
瓦金基每年都會吸引不少來自波蘭及世界各地的遊客前來參觀，亦被視為華沙音樂、藝術和文化的聚集地，